# سیارک ۶۸۴۶
سیارک ۶۸۴۶ (به انگلیسی: 6846 Kansazan، نامگذاری:1976UG15) شش هزار و هشتصد و چهل و ششمین سیارک کشف شده‌است که در ۲۲ اکتبر ۱۹۷۶ کشف شد.
قدر مطلق سیارک برابر ۱۴٫۷۰ است.